# Rúbricas de Bruniquer
La obra Cerimonial dels magnífics consellers i regiment de la ciutat de Barcelona, más conocida como las Rúbricas de Bruniquer, es la recopilación en forma de relato cronológico del conjunto de disposiciones, leyes, privilegios y hechos anotados en dietarios de la ciudad de Barcelona desde 1249 hasta 1714. 
El recopilatorio de rúbricas, o pequeños resúmenes en forma de noticia procedentes de otra documentación de la época, fue encargado a Esteve Gilabert i Bruniquer por el Consejo de Ciento el año 1608, que estuvo trabajando en ella hasta 1614. En 1692 el escribano Joan Guiu continuó el trabajo de recopilación, e incorporó la información disponible hasta 1640, y a partir del 1699 Geroni Brotons continuó el trabajo hasta la abolición de la institución en 1714.
Actualmente el original publicado entre 1912 y 1916 se conserva en el Archivo Histórico de la ciudad de Barcelona, y se ha realizado una digitalización e indexación de los términos para que se pueda consultar con el texto original o por temáticas concretas en catalán moderno.

## Contenido
Esta obra de cinco volúmenes y aproximadamente dos mil páginas, escrita en catalán, está ordenada por capítulos que tratan temas diversos. Principalmente describe la estructura de la administración municipal y su funcionamiento, tanto el aspecto financiero y comercial como las leyes y concesiones a distintos gremios, los cargos, las propiedades, y temas relacionados con los impuestos y los donativos. Por otro lado dedica diferentes secciones la vida de la realeza y otras autoridades como las eclesiásticas o las visitas de los embajadores. Otros apartados incluyen los temas relacionados con el apartado militar y de la defensa de la ciudad, la delincuencia y el bandolerismo y las formas de ajusticiar a los delincuentes, temas relacionados con la salud, festividades, manifestaciones religiosas, detalles urbanísticos como los cambios de nombre de calles o la construcción de fuentes públicas o hechos extraordinarios como incendios y terremotos.
Bruniquer dedica un apartado bajo el título en el original Pestilencias y cosas tocants à la salut a los temas relacionados con la salud y la incidencia de distintas enfermedades y epidemias, así como de desastres naturales como las sequías o las plagas de langostas. Señala que contra las plagas de langostas se solían hacer procesiones y se bendecía la tierra, a la vez que se maldecían las langostas. Fue después de una de estas plagas cuando se nombró patrona de la ciudad a la Virgen de la Merced, en 1687. Otro elemento del capítulo de la salud son los episodios de peste bubónica, como el de 1650, en el que murió un 20 por ciento de la población de la ciudad. Se describen al menos 300 episodios de este tipo, junto con las medidas que se tomaban para contener los brotes de la enfermedad, como prohibir a los médicos y a los cirujanos irse de la ciudad.